# Karijoki
Karijoki (szw. Bötom) – gmina w Finlandii, położona w zachodniej części kraju, należąca do regionu Ostrobotnia Południowa.